# Болько III Зембицкий
Болеслав (Болько) III (пол. Bolko III ziębicki, нем. Bolko III von Münsterberg; 1344/1348 — 13 июня 1410) — князь Зембицкий (1358—1410).

## Биография
Представитель зембицкой линии Силезских Пястов. Старший сын зембицкого князя Николая Малого (1322/1327 — 1358) и Агнешки из Лихтенбурка (ум. 1370).
В 1358 году после смерти Николая Малого его сыновья Болеслав III и Генрих I получили в совместное владение Зембицкое княжество. На момент смерти отца братья были еще несовершеннолетними, поэтому княжеством управляла их мать Агнешка из Лихтенбурка (1358—1360). В 1360 году Болеслав III стал самостоятельно править в Зембице. Его младший брат Генрих I формально являлся его соправителем, но никакого участия в делах княжества не принимал.
Болеслав III Зембицкий продолжил политику своих отца Николая Малого и деда Болеслава II Зембицкого, распродавая свои владения. В 1379 году за 4 000 гривен князь Зембицкий продал Конты-Вроцлавске князю Конраду II Олесницкому, а 1385 году — Стшелин князю цешинскому Пшемыславу I Носаку.
Чтобы обеспечить брак с дочерью князя Болеслава Бытомского Евфимией Болеслав III был вынужден даже заложить свою столицу Зембице. Однако, благодаря этому союзу, Болеслав получил в 1369 год город Гливице, но через четыре года, в 1373 году, он продал его князю Конраду II Олесницкому.
В 1368 году после смерти князя Болеслава II Свидницкого, не оставившего после себя потомства, как ближайший его родственник Болеслав III Зембицкий стал претендовать на Свидницкое и Яворское княжества. Однако не имея достаточных финансовых ресурсов, 28 января 1370 года он был вынужден отказаться от всех своих претензий на эти княжества за денежную компенсацию.
Князь Болеслав III Зембицкий был верным вассалом императора Священной Римской империи и короля Чехии Карла Люксембургского, при дворе которого он часто бывал. Эти контакты позволили позволили ему в 1396—1400 годах занимать важную должность судьи при дворе чешского короля Вацлава IV, старшего сына и наследника Карла IV.
Князь Болеслав III Зембицкий скончался 13 июня 1410 года и был похоронен в монастыре цистерцианцев в Хенрыкуве.

## Семья и дети
В 1369/1370 году Болеслав III женился на Евфимии Бытомской (ок. 1350/52 — 26 августа 1411), младшей дочери князя Болеслава Бытомского и Маргариты из Штернберка, вдове князя Вацлава Немодлинского (ум. 1369). У них было восемь детей:
- Николай (ок. 1371 — 9 ноября 1405)
- Ян (ок. 1380 — 27 декабря 1428), князь Зембицкий (1410—1428)
- Евфимия (ок. 1385 — 17 ноября 1447), княгиня Зембицкая (1435—1443), муж с 1397 года граф Фридрих III Эттингенский (ум. 1423)
- Катарина (ок. 1390 — 23 апреля 1422), муж с 1410 года князь Пржемысл I Опавский (1365—1433)
- Генрих II (ок. 1396 — 11 марта 1420), князь Зембицкий (1410—1420), соправитель старшего брата
- Агнесса (ок. 1400 — до 25 апреля 1443)
- Ядвига (ум. ребенком)
- Эльжбета (ум. ребенком).